# Sean Williams (scrittore)
Sean Llewellyn Williams (Whyalla, 23 maggio 1967) è uno scrittore e giornalista australiano.
Giornalista del New York Times e autore di bestseller, Saen Williams è nato nel sud dell'Australia e attualmente vive ad Adelaide. È autore di oltre sessanta racconti e di ventinove romanzi per lettori di ogni età. È stato pubblicato in numerose lingue in tutto il mondo, online e in forma di lettura pubblica.
È uno dei giudici del concorso Writers of the Future, da lui stesso vinto nel 1993. Si è anche aggiudicato numerosi premi australiani nel settore della speculative fiction e recentemente si è aggiudicato sia i Ditmar che gli Aurealis Awards per The Crooked Letter, divenendo il primo a vincere entrambi i premi con un romanzo fantasy.

## Opere

### Evergence(con Shane Dix)
- The Prodigal Sun (1999) (inedito in Italia)
- The Dying Light (2000) - Vincitore del Best Long Fiction, 2001 Ditmar Award (inedito in Italia)
- The Dark Imbalance (2001) - Vincitore del Best Science Fiction Novel, 2001 Aurealis Award (inedito in Italia)

### The Books of the Change
- The Stone Mage & the Sea (2001) (inedito in Italia)
- The Sky Warden & the Sun (2002) (inedito in Italia)
- The Storm Weaver & the Sand (2002) - Vincitore del Best Fantasy Novel, 2002 Aurealis Award (inedito in Italia)

### Orphans(with Shane Dix)
- Echoes of Earth (2002) - Vincitore del Best Australian Novel, 2002 Ditmar Award (inedito in Italia)
- Orphans of Earth (2003) (inedito in Italia)
- Heirs of Earth (2004) (inedito in Italia)

### Star Wars

#### Star Wars: The New Jedi Order (con Shane Dix)
- Force Heretic I: Remnant (2003)
- Force Heretic II: Refugee (2003)
- Force Heretic III: Reunion (2003)

#### Star Wars - The Old Republic: Alleanza fatale
- Star Wars - The Old Republic: Alleanza fatale, (2011) (The Old Republic: Fatal Alliance, 2010), traduzione di Daniela Di Falco, Multiplayer Edizioni

#### Il potere della Forza
- Star Wars - Il potere della Forza, (2010) (The Force Unleashed, 2008), traduzione di D. Di Falco, Multiplayer Edizioni
- Star Wars - Il potere della Forza II, (2011) (The Force Unleashed II, 2010), traduzione di D. Di Falco, Multiplayer Edizioni

### The Books of the Cataclysm
- The Crooked Letter (2004) - Vincitore del Best Novel, 2004 Ditmar Award & Best Fantasy Novel, 2004 Aurealis Award (inedito in Italia)
- The Blood Debt (2005) (inedito in Italia)
- The Hanging Mountains (2005) (inedito in Italia)
- The Devoured Earth (2006) (inedito in Italia)

### Geodesica (con Shane Dix)
- Ascent (2005) - Vincitore del Best Novel, 2005 Ditmar Award (inedito in Italia)
- Descent (2005) (inedito in Italia)

### The Broken Land
- The Changeling (2008) - Finalista per il premio Best Young Adult Novel, e Best Children's Novel 2008 Aurealis Award. (inedito in Italia)
- The Dust Devils (2008) - Finalista per il premio Best Children's Novel 2008 Aurealis Award. (inedito in Italia)
- The Scarecrow (2009) (inedito in Italia)

### Astropolis
- Saturn Returns (2007) - Vincitore del Best Novel, 2008 Ditmar Award (inedito in Italia)
  - Cenotaxis (2007) (inedito in Italia)
- Earth Ascendant (2008) (inedito in Italia)
- The Grand Conjunction (2009) (inedito in Italia)

### The Fixers
- Castle of the Zombies (2010) (inedito in Italia)
- Planet of the Cyborgs (2010) (inedito in Italia)
- Last of the Vampires (2010) (inedito in Italia)
- Invasion of the Weird (2010) (inedito in Italia)

### Troubletwisters series (con Garth Nix)
- Troubletwisters (2011) (inedito in Italia)
- The Monster (2012) (inedito in Italia)

#### Altri
- The Unknown Soldier: Book One of the Cogal (1995) - (con Shane Dix) Reinterpretazione di The Prodigal Sun (inedito in Italia)
- Metal Fatigue (1996) - Vincitore del Best Science Fiction Novel, 1996 Aurealis Award (inedito in Italia)
- The Resurrected Man (1998) - Vincitore del Best Long Fiction, 1999 Ditmar Award (inedito in Italia)

### Antologie
- Doorways to Eternity (MirrorDanse Books, 1994) (inedito in Italia)
- A View Before Dying (Ticonderoga Publications, 1998) (inedito in Italia)
- New Adventures in Sci-Fi (Ticonderoga Publications, 1999) - Vincitore del Best Collected Work, 2000 Ditmar Award (inedito in Italia)
- Light Bodies Falling (Altair Australia, 2007) (inedito in Italia)
- Magic Dirt: The Best of Sean Williams (Ticonderoga Publications, 2008) - Vincitore del Best Collection, 2008 Aurealis Award (inedito in Italia)

### Racconti
- "The Freezing of Sarah" (1997) in Bloodsongs #9 (inedito in Italia)
- "Entre les Beaux Morts en Vie (Among the Beautiful Living Dead)" (1998) in Dreaming Down-Under (ed. Jack Dann, Janeen Webb) (inedito in Italia)
- "Hunting Ground" (2003) in Southern Blood: New Australian Tales of the Supernatural (ed. Bill Congreve) (inedito in Italia)
- "haikaiju" (2005) in Daikaiju! Giant Monster Tales (ed. Robert Hood, Robin Pen) (inedito in Italia)
- "daihaiku" (2005) in Daikaiju! Giant Monster Tales (ed. Robert Hood, Robin Pen) (inedito in Italia)
- Ghosts of the Fall (inedito in Italia)
- White Christmas (inedito in Italia)
- The Jackie Onassis Swamp-Buggy Concerto (inedito in Italia)
- The Soap Bubble (inedito in Italia)
- The Perfect Gun (inedito in Italia)
- The Masque of Agamemnon (con Simon Brown) (inedito in Italia)
- The Girl-Thing (inedito in Italia)
- Star Wars: Or Die Trying (con Shane Dix) (inedito in Italia)
- The Seventh Letter (inedito in Italia)
- Midnight in the Cafe of the Black Madonna (Doctor Who) (inedito in Italia)